# Dietz Edzard
Dietrich Hermann „Dietz“ Edzard (* 30. März 1893 in Bremen; † 8. Januar 1963 in Paris) war ein deutscher Maler, der in Frankreich arbeitete.

## Leben
Dietz Edzard war der Sohn des Bremer Rechtsanwalts Conrad Edzard (* 1858; † 1930) und der Bruder des Bildhauers Kurt (Conrad Karl) Edzard (1890–1972) sowie des Weltrekordfliegers Cornelius (Henri) Edzard (1898–1962). Er studierte ab 1911 bei Max Beckmann in Berlin und arbeitete anschließend in den Niederlanden. 1927 ging er nach Frankreich in die Provence. 1929 wurden Arbeiten von ihm in das Jeu de Paume, einer Sammlung impressionistischer Kunst in Paris, ausgestellt. 1930 kehrte er zurück nach Berlin, begab sich aber später nach Paris, wo er sich niederließ und bis zu seinem Lebensende lebte und ausstellte (Galerie Durand-Ruel). Zu Beginn des Zweiten Weltkriegs wurde er von den Franzosen im südfranzösischen Internierungslager Les Milles interniert und zu Ende des Krieges erneut in Cherbourg.
Künstlerisch lehnt sich das Werk Edzards in jungen Jahren an den Expressionismus und später – weil leichter zu verkaufen – an den französischen Impressionismus an. 1937 wurde in der Nazi-Aktion „Entartete Kunst“ aus dem Museum für Kunst und Heimatgeschichte Erfurt und der Kunsthalle Hamburg fünf Bilder Edzards beschlagnahmt und zerstört.
Seine Arbeiten befinden sich unter anderem im Metropolitan Museum of Art in New York und in Museen in Grenoble, Bremen, Hamburg und Wuppertal sowie in vielen amerikanischen und kanadischen Privatsammlungen, wo er die meisten seiner Werke verkaufte. Seine Themen: Theater, Zirkus, Frauen und Kinder, Tänzerinnen, Venezianische Stillleben, Blumen.
Edzard war in erster Ehe (1921) mit Emmy Clara Wilhelmine von Baum, geb. Bayer verheiratet. Am 22. November 1922 kam die gemeinsame Tochter Rena Edzard zur Welt, die 1948 verstarb. In zweiter Ehe vermählte er sich 1936 mit der Malerin Suzanne Eisendieck (1906–1998). 1945 kam ihre gemeinsame Tochter, die spätere Filmregisseurin und Kostümbildnerin Christine Edzard in Paris zur Welt, 1947 die Tochter Angélica Károlyi, Direktorin der Kulturprogramme der Stiftung Joseph Károlyi, Ungarn.
Edzard wurde in Paris auf dem Friedhof Père-Lachaise beigesetzt.

## 1937 als "entartet" beschlagnahmte und vernichtete Werke
- Himmelfahrt Mariä (Öl auf Leinwand, 330 × 126 cm, 1916)
- Kreuzigung (Druckgrafik)
- Auferstehung (Radierung)
- Christuskopf (Druckgrafik)
- Frauenantlitz (Druckgrafik)